# Face to Face (песня Siouxsie and the Banshees)
Face to Face (рус. «Лицом к лицу») — песня британской рок-группы Siouxsie and the Banshees. Она была написана группой совместно с американским композитором Дэнни Элфманом и спродюсирована Стивеном Хейгом. Песня прозвучала в фильме «Бэтмен возвращается» и вошла в его саундтрек, полностью написанный Элфманом.
«Face to Face» вошла в качестве закрывающей песни в состав компиляции Twice Upon a Time: The Singles, выпущенной в октябре 1992 года и состоящей из синглов группы, выпускавшихся с 1982 по 1992 годы. В 2002 году она вошла в компиляцию лучших хитов группы The Best of Siouxsie and the Banshees.
13 июля 1992 года «Face to Face» была выпущена в качестве сингла с сопутствующим видеоклипом для поддержки фильма. Сингл был издан в четырёх форматах: 7” и 12” виниловые пластинки, CD, кассета. На семидюймовом издании бисайдом была добавлена песня «I Could Be Again». На двенадцатидюймовом издании (picture disc) на сторону A был помещён ремикс заглавной песни, получивший название «Face to Face (Catatonic Mix)», сделанный манчестерской группой 808 State. На сторону B были помещены 7"-версия песни и песня «Hothead». В качестве бисайда для кассетной версии была выбрана «Sea of Light», уже использованная в таком качестве для сингла 1991 года «Shadowtime». Также было выпущено две CD-версии, первая из которых содержит «Face to Face» и «I Could Be Again», а вторая является макси-синглом и содержит эти две песни, «Face to Face (Catatonic Mix)» и «Hothead».
Продюсером «Face to Face» и «Face to Face (Catatonic Mix)» стал Стивен Хейг, а инженером звукозаписи стал Мик «Спайк» Дрэйк. Все песни с бисайдов были написаны и спродюсированы самой группой, а инженером звукозаписи на них выступил Чарльз Грей.
Песни «I Could Be Again», «Hothead» и «Sea of Light» вошли в состав бокс-сета 2004 года Downside Up, содержащего различные редкие записи и бисайды группы.
У себя на родине, «Face to Face» достигла 21 позиции в чарте UK Singles Chart. Также она часто звучало на американских радиостанциях, проигрывающих альтернативный рок, и заняла 7 позицию в американском чарте Modern Rock Tracks.

## Список композиций
7" сингл
1. «Face to Face» (Siouxsie and the Banshees/Дэнни Элфман) —  4:18
2. «I Could Be Again» (Siouxsie and the Banshees) — 4:30

12" сингл
1. «Face to Face (Catatonic Mix)» — 4:51
2. «Face to Face (7" Mix)» — 4:26
3. «Hothead» (Siouxsie and the Banshees) — 3:31

Кассетный сингл
1. «Face to Face» — 4:18
2. «Sea of Light» (Siouxsie and the Banshees) — 4:34

- Существует 2 CD-версии сингла. Первая треклистом повторяет 7" сингл, вторая содержит все 4 песни с 7" и 12" синглов.[1]

## Чарты
| Чарт (1992)                       | Позиция |
| --------------------------------- | ------- |
| UK Singles Chart                  | 21      |
| U.S. Billboard Modern Rock Tracks | 7       |
| Swedish Singles Chart             | 23      |